# Rashida Tlaib

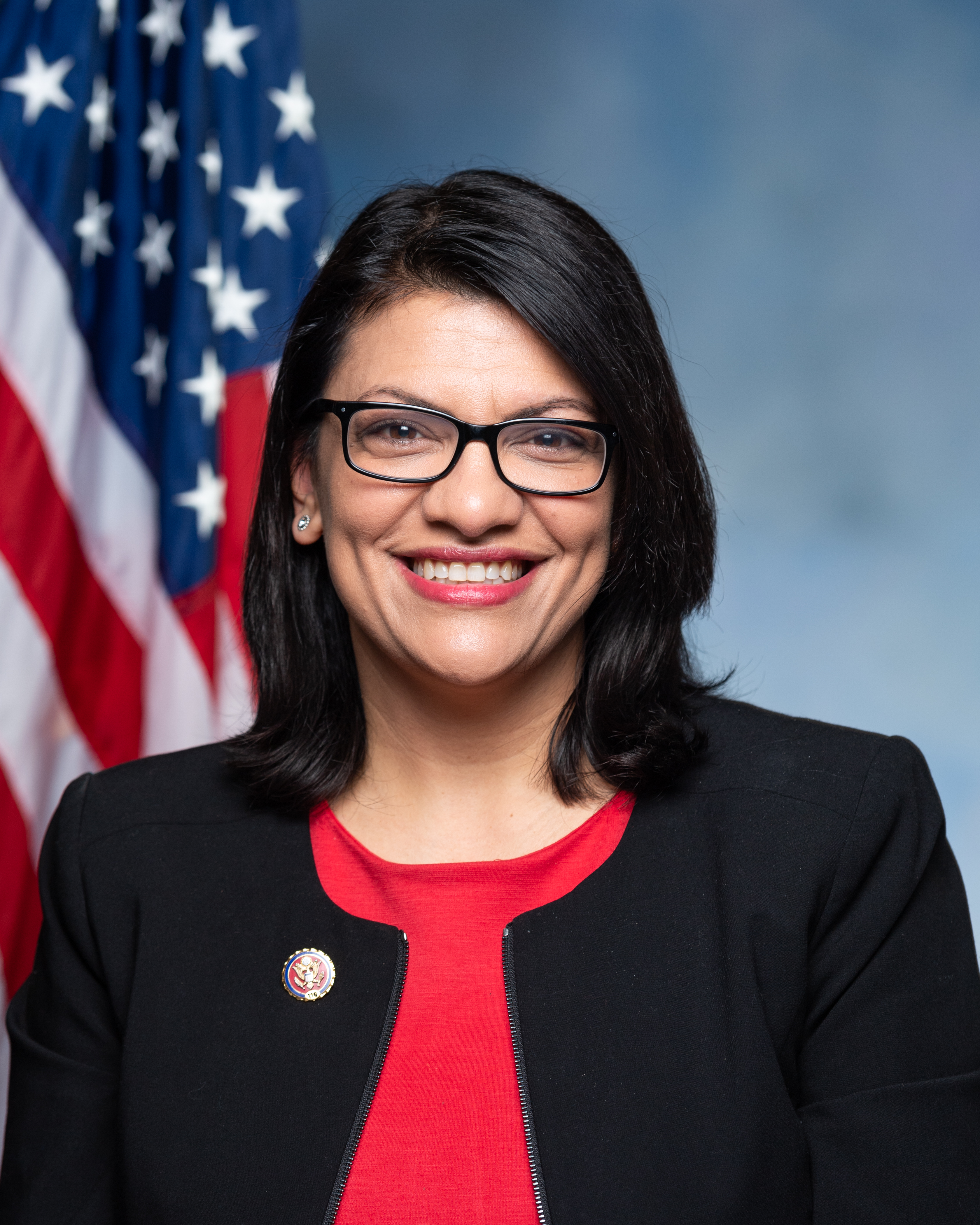
Rashida Tlaib (2019)

Rashida Harbi Tlaib (geborene Elabed; * 24. Juli 1976 in Detroit, Michigan) ist eine US-amerikanische Aktivistin und Politikerin der Demokratischen Partei. Seit 2019 vertritt sie den Bundesstaat Michigan im US-Repräsentantenhaus (den 13. Distrikt von 2019 bis 2023, seit 2023 den 12. Distrikt).

## Familie, Ausbildung und Beruf
Rashida Tlaib ist das älteste von 14 Kindern einer palästinensischen Einwandererfamilie. Sie graduierte 1998 mit einem Bachelor of Arts in Politikwissenschaften an der Wayne State University und 2004 erlangte sie den J.D. der Rechtswissenschaften an der Western Michigan University Cooley Law School. Anschließend arbeitete sie als Anwältin bei einer Non-Profit-Organisation, die kostenfreie Rechtsberatung für Menschen mit geringem Einkommen anbietet.
Sie war mit Fayez Tlaib verheiratet, einem Verwandten mütterlicherseits. Seit 2015 ist sie geschieden und alleinerziehende Mutter zweier Kinder.

## Politische Laufbahn
Bei der Wahl zum Repräsentantenhaus der Vereinigten Staaten 2018 war Tlaib Kandidatin ihrer Partei für den 13. Kongresswahlbezirk Michigans, der Teile der Innenstadt und einige Vorstädte Detroits umfasst. Der Bezirk ist stark von den Demokraten dominiert (Cook Partisan Voting Index: D+32) und wurde über Jahrzehnte von John Conyers vertreten. Nachdem sie die Wahl gewonnen hatte, zog sie zusammen mit Ilhan Omar als erste Muslimin überhaupt in den Kongress ein. Sie wurde im Jahr 2020 in ihrem Amt bestätigt.
Die Primary (Vorwahl) ihrer Partei am 2. August für die Wahlen 2022 im 12. Kongresswahlbezirk konnte sie gegen drei Mitbewerber mit über 64 % klar gewinnen. Bei den Wahlen zum Repräsentantenhaus der Vereinigten Staaten 2022 trat sie gegen Steven Elliott von der Republikanischen Partei sowie Gary Walkowicz von der Working Class Party an und setzte sich mit 70,8 % durch. Bei den Wahlen zum Repräsentantenhaus der Vereinigten Staaten 2024 trat sie gegen den Republikaner James Hooper und zwei weitere Kandidaten an. Tlaib wurde mit 69,7 % (253.188 Stimmen) wiedergewählt.
Ihre aktuelle Legislaturperiode im 119. Kongress dauert bis zum 3. Januar 2027.

### Ausschüsse
Tlaib ist aktuell Mitglied in folgenden Ausschüssen des Repräsentantenhauses:
- Committee on Financial Services
  - Diversity and Inclusion
  - Oversight and Investigations
- Committee on Natural Resources
  - National Parks, Forests, and Public Lands
- Committee on Oversight and Reform
  - Civil Rights and Civil Liberties
  - Environment

## Positionen und Kontroversen
Tlaib werden anti-israelische Statements vorgeworfen. An der von der proisraelischen Lobbyorganisation AIPAC allen neu gewählten Kongressmitgliedern angebotenen Israel-Reise nahm sie nicht teil. Eine Reise, die sie und Ilhan Omar selbst planten, um nicht nur jüdische, sondern auch arabische Israelis und Palästinenser treffen zu können, scheiterte Mitte August 2019 an einem Einreiseverbot Israels. Tlaib bezeichnet Israel als Apartheid-Staat, unterstützte die Bewegung Boycott, Divestment and Sanctions und fordert eine Ein-Staat-Lösung für Israel und Palästina.
Nach ihrer Vereidigung am 3. Januar 2019 sorgte Tlaib für Aufsehen, als sie den US-Präsidenten als „motherfucker“ (in deutschsprachigen Medien häufig als „Scheißkerl“ übersetzt) bezeichnete, den die Demokraten des Amtes entheben würden. Trump nutzte diese Äußerung, um sich als unfair von den Demokraten verfolgt darzustellen.
Seit dem Wahlsieg bildet sie mit ihren Kolleginnen Alexandria Ocasio-Cortez, Ilhan Omar und Ayanna Pressley die informelle Gruppe The Squad.
Tlaib sprach sich vor den Präsidentschaftsvorwahlen der Demokratischen Partei im Jahr 2020 für Bernie Sanders aus (Endorsement).
In Reaktion auf die Tötung von Daunte Wright forderte Tlaib, die Polizei komplett abzuschaffen, da sie nicht reformiert werden könne („No more policing, incarceration, and militarization. It can’t be reformed.“). Für diese Aussage erntete sie starken Widerspruch von vielen ihrer Demokratischen Kollegen, darunter Joe Biden, Bernie Sanders, Tim Kaine, James Carville und Jim Clyburn.